# Berit Gjerland
Berit Gjerland (Haukedalen, 1954) è un'archeologa e scrittrice norvegese, è un consulente specializzato nel dipartimento culturale della Contea di Sogn og Fjordane.

## Opere letterarie
- Audun Hugleiksson : frå kongens råd til galgen (Førde: Selja) ISBN 82-91722-25-0
- Kulturlandskap i Sogn og Fjordane : strategi- og handlingsplan 2003-2006 (Førde: Kulturlandskapsgruppa i Sogn og Fjordane; 2002)
- Riddarane av Losna (Førde: Selja) ISBN 82-91722-32-3 (2003)
- Ingólfr : norsk-islandsk hopehav 870-1536 (Førde: Selja) ISBN 82-91722-50-1 (2005)
- Dronning Ingerid og bisp Nikolas (Førde: Selja) ISBN 82-91722-68-4 (2006)
- Stølane i Førde : frå fjord til bre (Førde: Selja) ISBN 978-82-8240-090-9 (2015)

| Controllo di autorità | VIAF (EN) 41595025 · ISNI (EN) 0000 0000 4908 8243 · LCCN (EN) no2006066414 |